# Don’t Believe the Truth
Don’t Believe the Truth – to szósty album studyjny zespołu Oasis, wydany w 2005 (zob. 2005 w muzyce).

## Lista utworów
1. "Turn Up the Sun" – 3:59
2. "Mucky Fingers" * – 3:56
3. "Lyla" – 5:10
4. "Love Like a Bomb" – 2:52
5. "The Importance of Being Idle" – 3:39
6. "The Meaning of Soul" – 1:42
7. "Guess God Thinks I’m Abel" – 3:24
8. "Part of the Queue" – 3:48
9. "Keep the Dream Alive"  – 5:45
10. "A Bell Will Ring" – 3:07
11. "Let There Be Love" – 5:31

## Single
- 2005 "Lyla" (#1 UK)
- 2005 "The Importance of Being Idle" (#1 UK)
- 2005 "Let There Be Love" (#2 UK)

## Skład
- Liam Gallagher – śpiew
- Noel Gallagher – gitara prowadząca, śpiew
- Gem Archer – gitara rytmiczna
- Andy Bell – gitara basowa

Gościnnie:
- Zak Starkey – bębny, perkusja
- Terry Kirkbride – bębny, perkusja
- Martin Duffy – klawisze